# Yingzhou (köpinghuvudort i Kina, Hainan Sheng, lat 18,42, long 109,85)
Yingzhou är en köpinghuvudort i Kina. Den ligger i provinsen Hainan, i den södra delen av landet, omkring 190 kilometer söder om provinshuvudstaden Haikou. Antalet invånare är 40 925. Befolkningen består av 19 193 kvinnor och 21 732 män. Barn under 15 år utgör 21,0 %, vuxna 15-64 år 72 %, och äldre över 65 år 5,0 %.
Närmaste större samhälle är Haitangwan, 10,7 km väster om Yingzhou. 
Genomsnittlig årsnederbörd är 2 251 millimeter. Den regnigaste månaden är juli, med i genomsnitt 369 mm nederbörd, och den torraste är januari, med 17 mm nederbörd.